# Statare

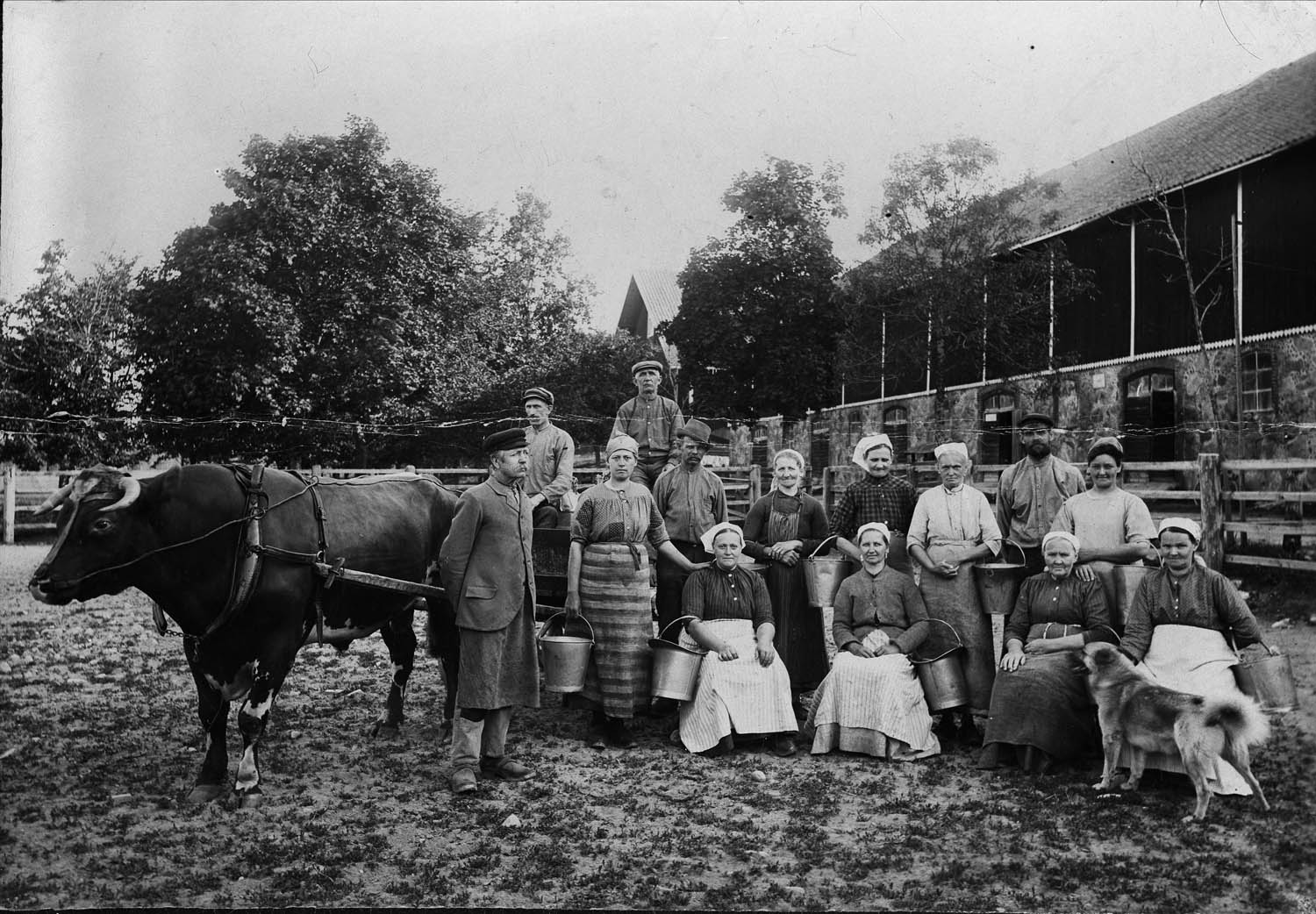
Statare. Mjölkerskor och lagårdskarlar uppställda vid ladugården. Julita gård, Södermanland, ca 1910. Nordiska museet NMA.0040766

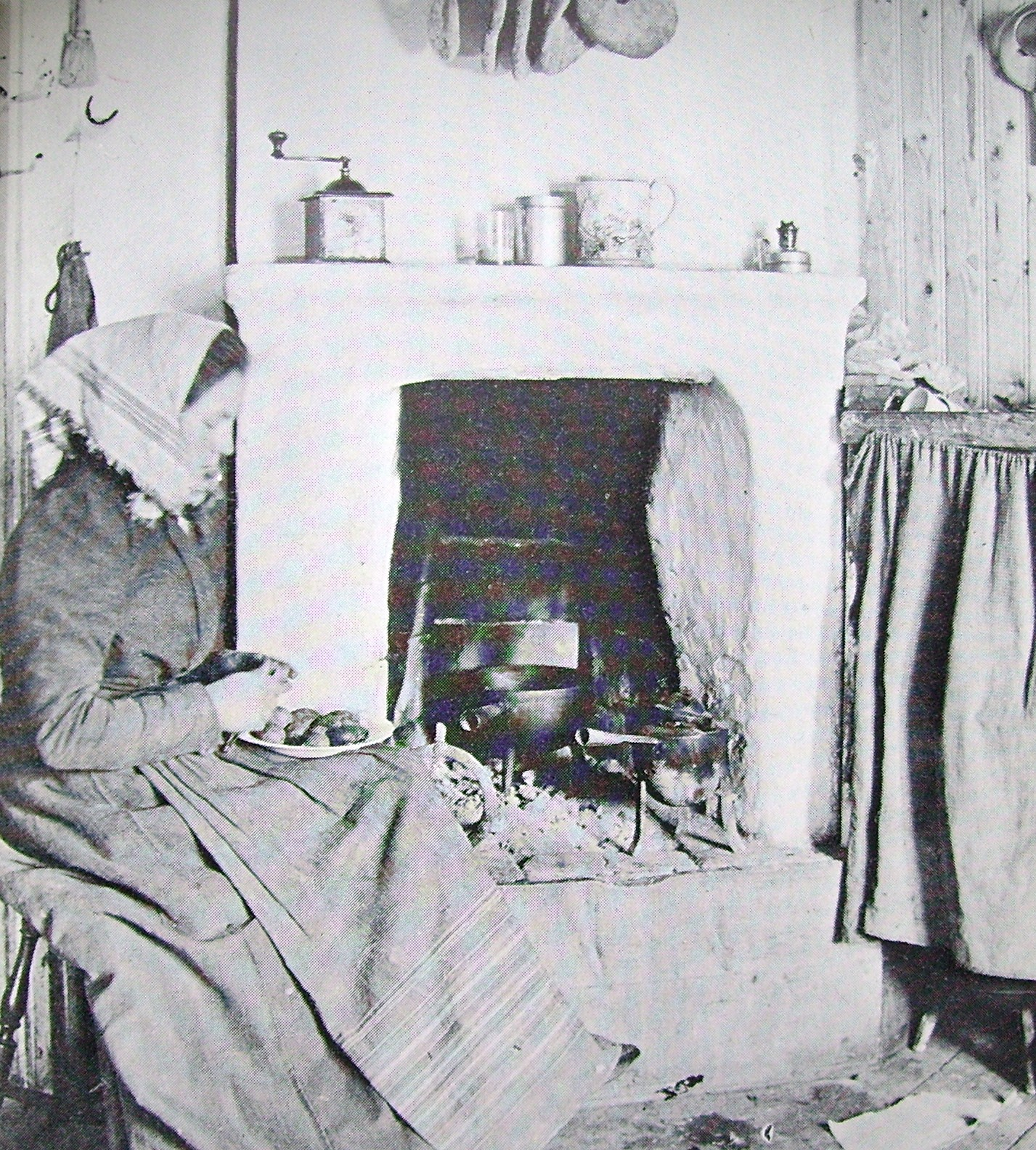
Interiör i en statarstuga.

En statare var en i Sverige anställd lantarbetare, som fick en stor del av sin lön in natura (stat)  av en husbonde (jordägare) - vanligtvis ägare av gods eller herrgård. Med statare menas en årsanställd gift jordbruksarbetare, vars lön utgick dels kontant, dels i form av stat bestående av naturaförmåner som spannmål, mjölk, ved och potatisland, och som med sin familj bodde i en i lönen ingående bostad på den gård, där han arbetade. I början av 1800-talet hade Sverige minst 100 000 torpare. Vid början av 1900-talet inte ens hälften. ”Av de forna drängarna som hållits i husbondens kost gjordes ’drängar med familj’, men icke som förr bosatta på torpen, utan tätt intill herrgårdarna, där bebyggelse av en ny typ uppstod - stathusen kring våra gods och gårdar”.
Orsaken till statarsystemets uppkomst menar Ivar Lo-Johansson var en övergång från vegetabilisk till animalisk produktion. Med tidens förbättrade kommunikationer möjliggjordes en våldsam sädesimport bla från USA. Detta var inte möjligt med animaliska produkter, varför svenska godsägare i början av 1800-talet helt lade om sin produktion. Den animaliska produktionen ökade i sin tur behovet av folk (kreatursskötare), boende invid  själva gården. Städernas tillväxt ökade också avsättningen. De stora godsen lade om sin verksamhet från att ha varit gårdar med naturahushållning till att bli produktionsverkstäder av animalier.
Statare förekom huvudsakligen på större gårdar i Götaland och delar av Svealand; systemet praktiserades i princip aldrig i Norrland. Ivar Lo Johansson: ”Stataren har alltid följt de stora godsdistriken. Statarklassen saknas nästan alldeles norr om Dalälven, Småland och Värmland, som är några av våra typiska bondeprovinser”.  Man brukar indela Statarklassen i följande underavdelningar: 1. Kördrängar, vilka utför det egentliga utearbetet på åker och äng. 2. Fördrängar,  vilka går i spetsen för varje arbetslag. 3. Stalldrängar, ofta företrädda av en fodermarsk. 4. Kreatursskötare, vilka utgörs av ladugårdskarlar och ladugårdsförman. 5. Yrkesmän, till vilka räknas trädgårdsmästare, slöjdare, smeder, maskinskötare och chaufförer.
Statare anställdes i regel enligt legostadgan på ettåriga kontrakt. Under den sista veckan i oktober, den så kallade slankveckan, var det möjligt för statare att flytta och söka anställning vid andra gods. Det var vanligt att statarfamiljer flyttade ofta. 
Mekaniseringen av jordbruket ledde till att antalet anställda, så även statare, gradvis minskade efter en topp som i statarnas fall inföll under andra hälften av 1800-talet. Förhållandena för statarna var ofta eländiga, vilket ledde till debatt och att systemet slutligen avskaffades 1945.

## Historik
Statarsystemet tog form under mitten av 1700-talet och började under 1800-talet göra torparna överflödiga, även om systemen fanns kvar parallellt under lång tid. Det nådde sin största utbredning i slutet av 1800-talet och minskade därefter i takt med mekaniseringen av jordbruket. Statarsystemet blev vid 1800-talets början allmänt. Den nya klass, statarklassen, som uppstått steg hastigt till omkring 100 000 och utgjorde en befolkningsgrupp om uppemot en halv miljon människor. 
Statarsystemet var unikt för Sverige och inte ens de skandinaviska grannländerna hade någon motsvarighet. Något fullt adekvat ord finns inte i de övriga europeiska språken. Statarsystemet uppkommet av den för svenska förhållanden specifika avlöningsformen, har fortsatt varit närmast oöversättbart.
Samtidigt började de utsatta förhållandena för statarna att uppmärksammas och det restes krav på att avskaffa systemet. I ett band av uppslagsverket Nordisk familjebok utgivet 1891 sades att avskaffandet av statarsystemet "torde dock snart blifva en både social och ekonomisk nödvändighet". Beslutet att definitivt avskaffa statarsystemet togs den 12 oktober 1944, då ren kontantlön infördes i avtalet mellan arbetsmarknadens parter, Svenska Lantarbetareförbundet och Skogs- och Lantarbetsgivarna. Beslutet trädde i kraft i månadsskiftet oktober-november 1945.

## Villkor och lön

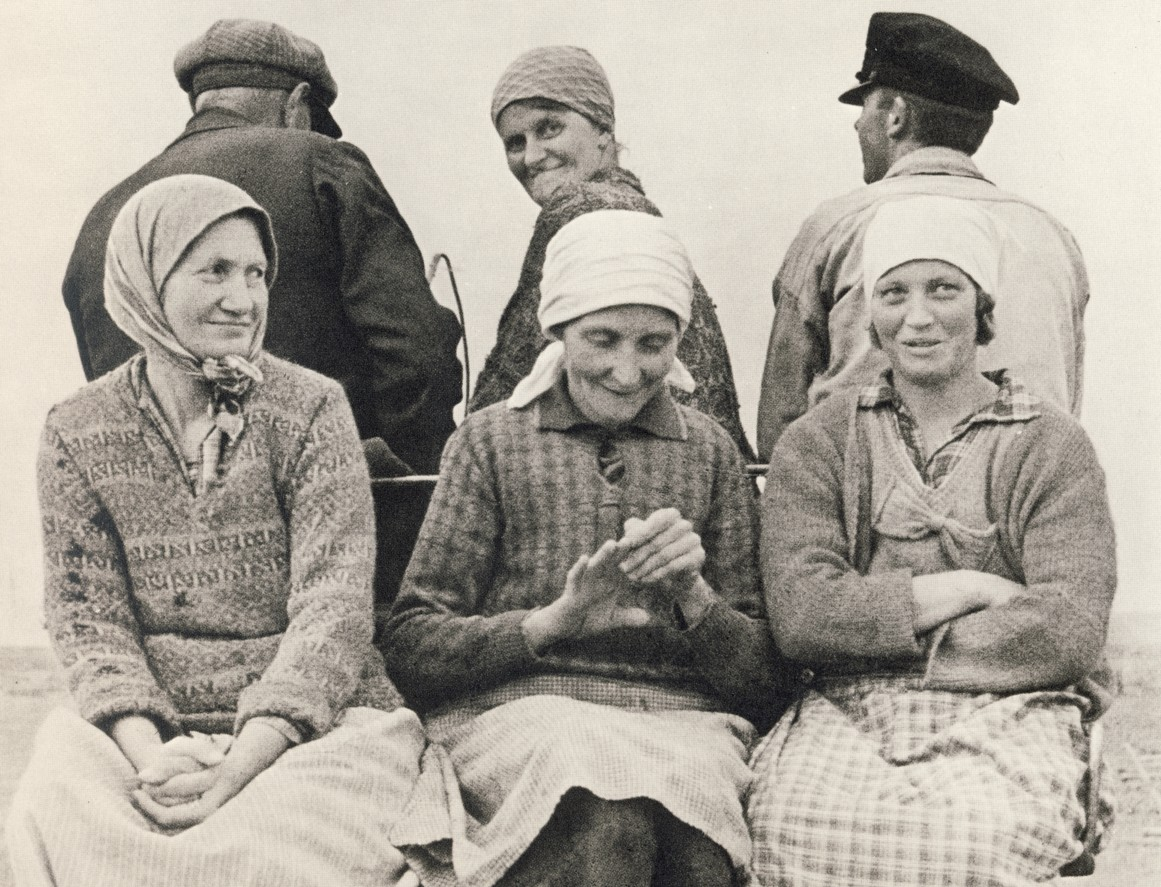
Statare på väg hem från mjölkningen, Ven, 1933. foto: Gunnar Lundh

Till statsystemets två specifika anställningsbestämmelser hörde hustruns anställning som mjölkerska som ett villkor för anställningen samt bostadens ingående som en del i lönen. Statanställningen var i högsta grad en familjeanställning. Lo-Johansson skriver: ”I stället för att hälsas med tillfredsställelse som en extra inkomstkälla har statarhustruns mjölkningsplikt nästan kommit att bli statsystemets värsta plågoris, dess vita piska”.
Även om statarnas villkor var reglerade i ett bindande kontrakt på ett år, ouppsägligt för båda parter under året, blev vissa statare i det närmaste livegna på de gårdar där de var anställda. På grund av den begränsade kontantlönen förekom det att statare hamnade i skuld hos gårdens butik där olika förnödenheter såldes, och inte kunde lösa skulden. Således kunde de inte heller flytta till någon annan tjänst när kontraktstiden gått ut. Trots detta var det mycket vanligt att statare regelbundet flyttade till en annan gård när årskontraktet löpt ut. 

## Boende

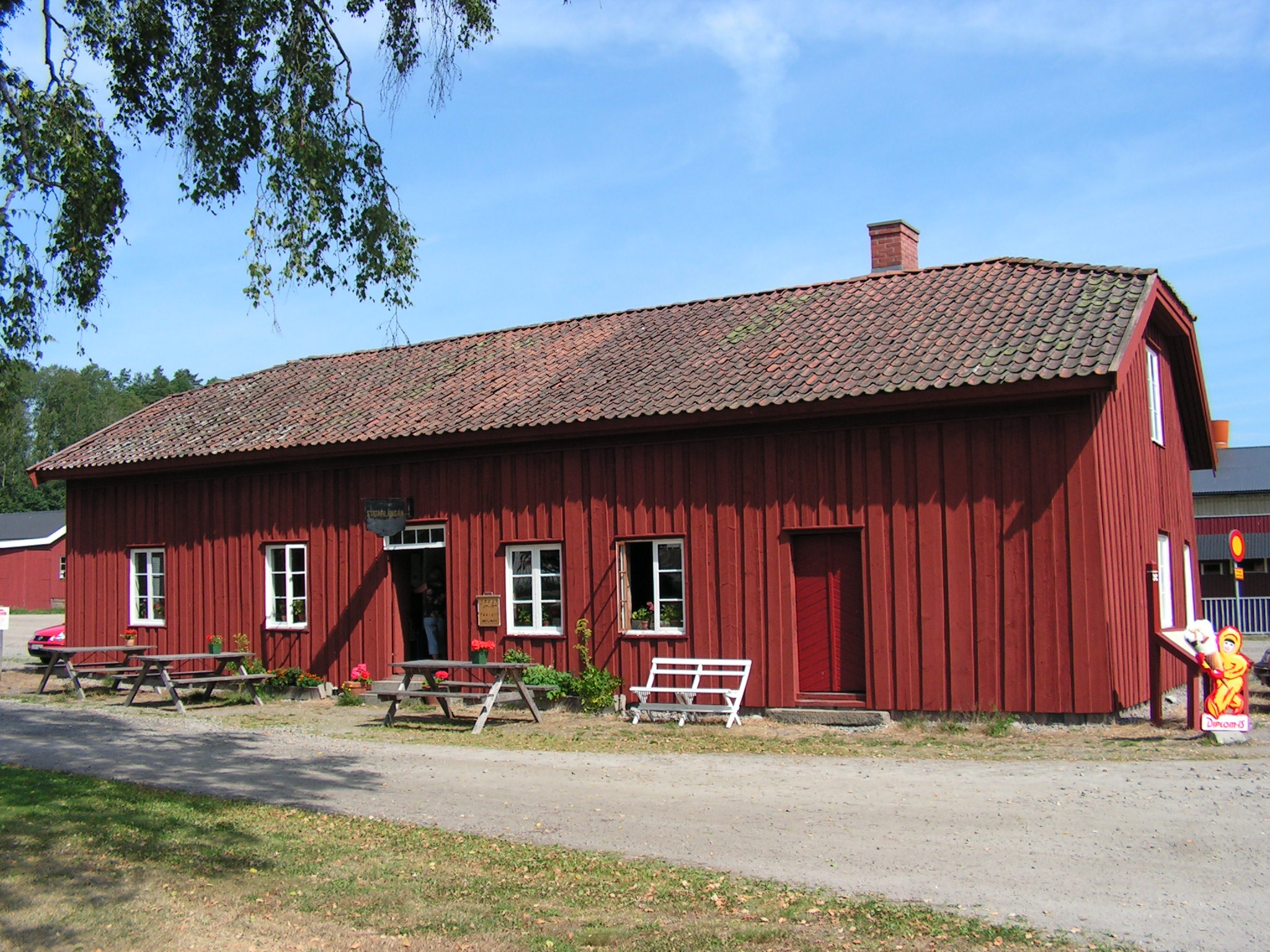
Före detta statarlänga i Blomsholm

Det boende som erbjöds i statarlängorna var ofta otillfredsställande. Detta berodde delvis på att många av längorna inte var byggda med stockväggar utan med plankväggar, vars isolering sjönk ner mot undervåningen. Det ledde till att övervåningarna kunde bli dragiga. Detta var ett modernare sätt att bygga men fungerade dåligt och innebar en låg bostadsstandard. Statarlängorna var vanligast i södra Sverige – i Mellansverige bodde däremot de flesta statare i en- eller tvåfamiljshus.